# Lille Torungen fyr
Lille Torungen fyr er et nedlagt fyr som ligger på øen Lille Torungen ud for indløbet til Galtesund i Arendal i Agder fylke i Norge. Det er med en højde på 28,9 meter landets højeste fyrtårn i tegl. Fyrstationen består ud over tegltårnet af en oliebod, fundamenter efter bolig, udhus, naust og landing, samt spor efter flere haver.
Fyret er et kystfyr og blev anlagt i 1844 samtidig med Store Torungen fyr som tvillingfyr. Tårnet blev opført i tegl fra Berger teglstensfabrik i Drammen. Støbejernslygten havde et fransk linseapparat, rækværkerne og trapperne op til tårnet blev støbt på Nes jernverk. På Lille Torungen blev der oprettet meteorologisk station i 1867. Den blev flyttet til Store Torungen i 1914, da det blev nedlagt. Det blev da erstattet af en lille fyrlygte. Grunden til nedlæggelsen var at man indførte blinkfyr, så man ikke længere havde to fyr til at identificere dem.
Lille Torungen fyr ejes af Staten og er fredet etter lov om kulturminner. På øen vokser vilde tulipaner, som er Arendals kommuneblomst.

## Eksterne kilder og henvisninger
- Wikimedia Commons har flere filer relateret til Lille Torungen fyr
- Lille Torungen fyr på Riksantikvarens hjemmeside kulturminnesok.no
- Torungens venner
- Sjømerker i Arendal Arkiveret 10. august 2007 hos  Wayback Machine
- Om fyret på Norsk Fyrhistorisk Forenings websted